# Szcze-2
Szcze-2 (ros. Ще-2, także ТС-1) – radziecki samolot transportowy z okresu II wojny światowej

## Historia

Silnik M-11D eksponowany w MLP w Krakowie

Samolot Szcze-2 został opracowany w 1942 roku w biurze konstrukcyjnym kierowanym przez Aleksieja Szczerbakowa jako lekki samolot transportowy, szczególnie do transportu spadochroniarzy. Istotne było wykorzystanie łatwo dostępnych materiałów oraz zastosowanie dostępnych silników M-11D. Posiadały one prymitywną konstrukcję, a także dużą masę przy niewielkiej mocy. Powodowało to konieczność zastosowania płata o małym obciążeniu powierzchni nośnej i czyniło z tego samolotu maszynę o cechach motoszybowca.
Prace nad płatowcem postępowały bardzo szybko. Jeszcze w tym samym roku został on oblatany. Ponieważ spełniał wymogi stawiane dla tego typu samolotów, w 1943 roku rozpoczęto produkcję seryjną, która trwała do 1946 roku. W tym okresie zbudowano 550 samolotów.

## Opis konstrukcji
Samolot Szcze-2 był górnopłatem zastrzałowym o konstrukcji całkowicie drewnianej. Podwozie klasyczne, dwukołowe – stałe. Napęd stanowiły dwa silniki gwiazdowe zamontowane na skrzydłach. Usterzenie pionowe podwójne.

## Użycie
Samoloty Szcze-2 w 1944 roku zaczęto wprowadzać do lotnictwa radzieckiego, gdzie służyły do transportu spadochroniarzy (10 żołnierzy z pełnym oporządzeniem), a także pasażerów oraz przewozu ładunków. Używano go również do transportu rannych partyzantów i żołnierzy z otoczonych oddziałów Armii Czerwonej, gdyż mógł lądować i startować z prowizorycznych lotnisk. Po wycofaniu z lotnictwa wojskowego używano ich w Aerofłocie.
Samoloty Szcze-2 znalazły się na wyposażeniu polskiego 13 Samodzielnego Pułku Lotnictwa Transportowego, gdzie użytkowano je do lutego 1946 roku a następnie zostały przekazane do Oficerskiej Szkoły Lotniczej w Dęblinie. W Dęblinie używano 5 samolotów tego typu, które służyły do treningu skoków spadochronowych.